# California Surf
O California Surf foi um clube de futebol com sede em Anaheim, Califórnia, que jogou na North American Soccer League de 1978 a 1981 . O campo deles era o Anaheim Stadium . Eles jogaram duas temporadas de futebol de salão, cada uma no Anaheim Convention Center  e na Long Beach Arena . 
Eles eram originalmente os St. Louis Stars . O Surf teve uma forte influência britânica sob a direção do técnico John Sewell, incluindo o futuro gerente do Arsenal, George Graham . No entanto, os notáveis internacionais brasileiros Carlos Alberto Torres e Paulo Cézar Caju apareceram para o clube em 1981. 